# Вспомнить всё (фильм, 2012)
«Вспо́мнить всё» (англ. Total Recall) — американский фантастический боевик режиссёра Лена Уайзмана, снятый по мотивам рассказа Филипа Дика «Мы вам всё припомним». Ремейк одноимённого фильма 1990 года с Арнольдом Шварценеггером в главной роли. Премьера фильма состоялась в США 3 августа 2012 года, а в России — 9 августа 2012 года. Релиз на DVD и Blu-Ray состоялся 13 ноября 2012 года.

## Сюжет
Действие фильма происходит в конце XXI века, после химической войны на Земле осталось лишь два государства — Объединённая Британская Федерация (ОБФ) и небольшая колония в Австралии. Люди передвигаются с помощью гравитационных поездов под названием СКАТ, которые проходят через ядро планеты.
Фильм открывается сценой, как мужчина и женщина пытаются уйти от солдат ОБФ. В ходе погони им простреливают ладони, а мужчину ловят. Он обещает женщине, что вернётся.
Далее действие разворачиваются в колонии. Главный герой — обычный рабочий Даг Куэйд (Колин Фаррелл) — живёт вместе со своей женой Лори (Кейт Бэкинсэйл) и работает на заводе по производству синтетиков — роботов-полицейских для ОБФ. В новостях он слышит о теракте в колонии, который устроила группа повстанцев во главе с неким Матиасом (Билл Найи). На СКАТе Даг встречает своего друга Гарри (Букем Вудбайн). Куэйда мучают видения, и он делится с другом мыслью сходить в компанию REKALL («Вспомнить всё»), где клиентам вживляют воспоминания. Гарри не одобряет затею и рассказывает про случай со знакомым, которому вживили память короля Марса, и всё закончилось вскрытием мозга.
На следующий день после работы герой идёт в стрип-клуб, где находится штаб компании. Там он встречает девушку-мутанта Мэри (Кэтрин Либ), которая показывает ему свою тройную грудь. В офисе REKALL Даг просит имплантировать ему воспоминания. Ему решают вживить память спецагента, однако в этот момент врывается полиция и убивает всех сотрудников, а Дага собираются арестовать. Внезапно Даг убивает всех полицейских и сбегает. Дома его встречает Лори. Она не верит, что муж совершил убийство, а потом неожиданно нападает на него. Дагу удаётся освободиться и потребовать объяснений. Лори рассказывает, что вся его жизнь — это иллюзия, и никакой семейной жизни у них не было. После Лори и Даг вступают в схватку, ему удаётся выпрыгнуть с балкона и скрыться от полицейских, которых Лори вызвала на подмогу.
На улице Дагу на вшитый в руку телефон звонит некий Хаммонд и просит избавиться от устройства, пока его не вычислили. Даг вырезает телефон и отправляется в банк, где вскрывает одну из ячеек. В ней он находит устройство для изменения лица, пистолет и видеозапись. На записи Даг видит себя, который через экран говорит ему не медлить и восстановить память, после чего врываются солдаты и запись обрывается. Лори звонит босс — глава ОБФ канцлер Кохааген (Брайан Крэнстон) — и говорит, что она провалила миссию по слежению за его лучшим сотрудником, то есть Дагом.
Даг прибывает в ОБФ. Во время сканирования личности его обнаруживают, и герою приходится бежать. Он попадает на оживлённую дорогу, где внезапно на помощь приходит девушка Мелина. Она уговаривает Дага сесть в машину, и вместе герои пытаются оторваться от полицейской погони. Дагу удаётся перехитрить агентов, но машина попадает в аварию, а Мелина ударяется головой и теряет сознание.
Даг с Мелиной попадают в дом, где он когда-то жил. В доме он находит рояль, на котором всегда хотел научиться играть. Даг начинает отлично играть третью часть Сонаты для фортепиано № 17 Бетховена, хотя никогда раньше не пробовал. Потом он находит неработающую клавишу, которая является «ключом». На ней находится запись с голограммой самого Дага (роль исполнил Итан Хоук). Из записи Даг узнаёт, что он лучший агент ОБФ Карл Хаузер, который влюбился в девушку из сопротивления Мелину и перешел на её сторону. Он содействовал революционерам, но был пойман и не сумел сбежать вместе с Мелиной (первая сцена фильма). Хаузеру стёрли все воспоминания, загрузили новые и подослали агента ОБФ Лори.
Мелина приходит в себя. Сначала герой считает запись бредом, однако девушка показывает шрам от пули на ладони, который есть и у Хаузера. Агенты ОБФ находят квартиру, и героям снова приходится бежать. У дома они видят множество полицейских и, к удивлению Хаузера, — его друга Гарри. Гарри пытается убедить Хаузера, что это лишь иллюзия, созданная в REKALL, и просит убить Мелину. Хаузер убивает Гарри и вместе с Мелиной пытается сбежать. Герои прыгают в лифтовую шахту, после чего Лори устраивает взрыв. Хаузеру и Мелине удаётся выжить.
Мелина отвозит Хаузера на заброшенную станцию метро, после чего они вместе с солдатами сопротивления отправляются на поезде в запретную зону — место, которое так и не оправилось от войны и является непригодным для жизни, из-за чего там приходится носить респираторы. Хаузер попадает в штаб к главарю сопротивления — Маттиасу. Главарь рассказывает, что Кохааген специально устраивает теракты в колонии, дабы подставить повстанцев, а в скором времени и вовсе уничтожит её с помощью синтетиков. Маттиас собирается расшифровать код отключения синтетиков, находящийся в мозгу Хаузера. Код оказывается ловушкой Кохаагена: агенты ОБФ выслеживают базу повстанцев, убивают всех, в том числе Маттиаса, а Мелину берут в плен. Хаузера привязывают к креслу и собираются заменить ему воспоминания, после чего Кохааген улетает. Среди солдат оказывается повстанец Хаммонд, который связывался с героем в начале фильма. Хаммонд спасает Хаузера от солдат, но погибает сам. Герой забирает оружие и набор часовых бомб, после чего улетает на самолёте агентов.
Кохааген готовится отправить синтетиков в колонию с помощью СКАТа. Появившийся Хаузер устанавливает бомбы и спасает Мелину. Они убивают солдат, отключив гравитацию во время прохода СКАТа через ядро планеты, и выбираются наверх. Происходит взрыв. Хаузер вступает в схватку с Кохаагеном, а Мелина угоняет самолёт, но его повреждает робот ОБФ. Куэйд/Хаузер в ожесточённой схватке убивает Кохаагена ножом, после чего вместе с Мелиной выбирается из взрыва, однако теряет сознание. Лори успевает спастись. Атака синтетиков остановлена, колония спасена.
Хаузер просыпается в больнице с ранениями и видит Мелину. Она рассказывает, что повстанцы победили, и наклоняется к нему. Хаузер замечает, что на её ладони нет шрама, и раскрывает обман — перед ним не Мелина, а Лори, которая подобрала устройство для изменения внешности и приняла облик возлюбленной. Она пытается убить героя, но Хаузеру удаётся застрелить её. Он выходит из автомобиля скорой помощи и видит толпу ликующих повстанцев, среди которых стоит Мелина. Они обнимаются. В этот момент герой замечает отсутствие метки на сгибе локтя для введения инъекции, которую ему поставили в офисе REKALL, и понимает, что все произошедшее, судя по всему, было сном.

## В ролях
- Колин Фаррелл — Дуглас Куэйд / Карл Хаузер — Александр Гаврилин
- Брайан Крэнстон — канцлер Вилос Кохааген — Валерий Сторожик
- Кейт Бекинсейл — Лори Куэйд — Марьяна Спивак
- Джессика Бил — Мелина — Елена Ивасишина
- Билл Найи — Маттиас — Александр Воеводин
- Джон Чо — Маклейн — Дмитрий Курта
- Букем Вудбайн — Гарри — Влад Копп
- Итан Хоук — Карл Хаузер до пластических операций — Алексей Рязанцев
- Кейтлин Либ — Мэри, трёхгрудая женщина
- Кэм Кларк — диктор терминала (только голос)

## Съёмки
2 июня 2009 года издание Variety сообщило, что Курт Уиммер напишет сценарий для ремейка в соавторстве с Марком Бомбэком. Джеймс Вандербилт «отполировал» киносценарий. Спустя год в качестве режиссёра был нанят Лен Уайзман. Пол Кэмерон является постановщиком картины, а Кристиан Вагнер — редактором фильма.
В октябре 2010 года The Hollywood Reporter сообщил, что Колин Фаррелл возглавил короткий список, включающий Тома Харди и Майкла Фассбендера в качестве кандидатов на роль Дага Куэйда, которого сыграл Арнольд Шварценеггер в версии 1990 года. 11 января 2011 года было объявлено, что роль досталась Фарреллу. В апреле Фаррелл заявил, что ремейк будет отличаться от оригинального рассказа Филипа Дика. Кейт Бекинсэйл (супруга Уайзмана) и Джессика Бил были утверждены на роли 25 мая. Актрисы Ева Грин, Диана Крюгер и Кейт Босворт также рассматривались на роль Мелины, которую получила Джессика Бил. Актёр Брайан Крэнстон, зарекомендовавший себя в телесериале «Во все тяжкие», вёл переговоры, чтобы сыграть злодея фильма. Итан Хоук сыграет эпизодическую роль персонажа, описываемого в пятистраничном монологе. Билл Найи вёл переговоры о назначении его на роль Куато. Джон Чо также присоединился к актёрскому составу.
По отчётам о бюджете в 125 млн долл., основные съёмки начались в Торонто в мае 2011 года и завершились через четыре месяца. Сцены были сняты в студии Pinewood Toronto Studios, Университете Торонто, а также бизнес-центре Metro Toronto Convention Centre. После получения Miramax Films прав на экранизацию фильма его распространением занялась Columbia Pictures.

## Режиссёрская версия
Режиссёрская версия подробнее раскрывает сюжет фильма. Длительность расширенной версии составляет 130 минут против 118 минут для проката в кинотеатрах. Отличия расширенной (режиссёрской) версии от прокатной:
- В режиссёрской версии в начале фильма всех работников предприятия по сборке синтетических полицейских заставили подписать документы, запрещающие использовать знания по обезвреживанию синтетиков в террористических целях. Дага Куэйда расстраивает тот факт, что его считают террористом, и он направляется в бар, а затем в компанию «Вспомнить всё», тем более что он и так собирался побывать там.

В прокатной версии на работе Дага Куэйда вызывает начальник и заявляет, что не даст повышения.
- В режиссёрской версии по аналогии с фильмом 1990 года Хаузер никогда не был перебежчиком, а оставался «верным и патриотичным».

В прокатной версии во время штурма штаба Сопротивления Кохааген называет Хаузера перебежчиком и говорит, что, когда вторжение сил ОБФ в Колонию завершится, он вернёт «прежнего Хаузера», чью личность скопировали до начала миссии.
- В режиссёрской версии во время игры на рояле Даг Куэйд узнаёт, что он спецагент Карл Хаузер и ему сделали пластическую операцию. Именно поэтому в начале фильма подставная жена не узнавала его, хотя ранее они вместе работали. В расширенной версии голограмму Карла Хаузера играет актёр Итан Хоук — зритель видит внешность главного героя до пластической операции и узнаёт его историю. Именно поэтому сразу же после просмотра записи Даг Куэйд несколько минут не может поверить в происходящее на записи.

В прокатной версии голограмму Карла Хаузера играет сам Колин Фаррелл. В связи с этим у зрителей были претензии: как его подставная жена не могла его узнать, хотя в конце фильма оказывается, что они работали вместе на канцлера Кохаагена.
- В режиссёрской версии в финале у главного героя отсутствует татуировка — это может указывать на то, что хотя он и был в компании «Вспомнить всё», все последующие события не являются реальностью. Компания REKALL намеренно создала сюжет воспоминаний, которые начинаются с того момента, как Дагу Куэйду начали процедуру имплантации. Но это не соответствует поведению его «жены» в начале фильма и тому, что жизнь в мире воспоминаний идёт и при отсутствии протагониста. В прокатной версии эпизод с отсутствием татуировки вырезан.

## Сравнение с фильмом 1990 года
Фильм Уайзмана получил в основном отрицательные отзывы от критиков. На портале Rotten Tomatoes рейтинг одобрения составил всего 30 % на основе 230 обзоров (60 положительных и 161 отрицательный). У фильма Верховена рейтинг одобрения составляет 82 % (66 обзоров). Аналогичная картина на портале IMDb.com: рейтинг 6,3 у фильма 2012 года и 7,5 у фильма 1990 года при количестве оценок более 200 000 у каждого.